# 村田晃嗣
村田 晃嗣（むらた こうじ、1964年7月13日 - ）は、日本の国際政治学者。専門は、アメリカ外交・安全保障政策。親米リアリストの代表的論客。学位は、博士（政治学）（神戸大学・論文博士・1998年）（学位論文「在韓米軍撤退政策―カーターの企図と挫折―」）。同志社大学法学部教授。NHK経営委員会委員長代行、防衛省参与。第32代同志社大学学長。
兵庫県神戸市出身。同志社大学では麻田貞雄、神戸大学で木村修三に師事した。学術活動の他、一般月刊誌、新聞紙上への主張の掲載に加え、『朝まで生テレビ!』などテレビ番組でも積極的に発言している。朝日放送番組審議会委員、京都経済同友会特別会員、衆参両院の憲法調査会参考人を歴任。

## 経歴
1964年7月13日、兵庫県神戸市生まれ。1983年3月、兵庫県立須磨東高等学校卒業。1987年3月、同志社大学法学部政治学科卒業。1989年3月、神戸大学大学院法学研究科博士課程前期課程修了。1991年10月からジョージ・ワシントン大学大学院博士課程（政治学）にフルブライト奨学生として留学。1995年9月に帰国し、神戸大学大学院法学研究科博士後期課程単位取得満期退学。
同年10月、広島大学総合科学部専任講師。1999年4月、同助教授。
1998年2月、学位論文「在韓米軍撤退政策―カーターの企図と挫折―」で神戸大学より博士（政治学）の学位を取得。
2000年10月、同志社大学法学部助教授に就任。2005年4月、同教授に昇任。2011年、同大学法学部長・法学研究科長（2013年3月まで）。2013年4月、第32代同志社大学学長に就任。2016年3月31日退任。
2007年10月から、キリスト新聞の論壇委員として定期的に執筆していた。また、2008年10月から、まぐまぐプレミアムにて有料メールマガジン『ライバルに差をつけるビジネス教養』を週刊で発行していた。
2019年10月より防衛省参与。同年12月より日本放送協会（NHK）経営委員会委員長職務代行者。

## 研究・主張

### イラク戦争の支持
イラク戦争をめぐる論争では、アメリカの先制攻撃の正当性を否定する姜尚中や小林よしのりと衝突した。
2005年元日の『朝まで生テレビ!』で、イラクが大量破壊兵器を持っているかのように装ったことがアメリカの先制攻撃を引き起こした旨を主張。実際に兵器を所有していなくても、そのように振舞うだけで脅威を与えているという論旨によるものであった。
また、イラク戦争を湾岸戦争の延長と位置づけている一方で、ブッシュ政権が大量破壊兵器の「備蓄」をあまりに強調したこと、高官があまりに過激な言動をしたことで同盟国の反感を買ってしまったこと、イラクの戦後統治に関する計画があまりに杜撰であったことは誤りであったと分析している。

### 核武装論への反対
安全保障問題における核武装については「日本の国力の限界を見定めていない」として反対の立場をとっている。論議においても「民間ならまだしも、政治家が核武装論議をすることはナンセンスだ」という発言をしている。これは、「政治や戦略にとっては優先順位が重要」との認識から、集団的自衛権の問題や、国連安保理の常任理事国入りの問題、包括的核実験禁止条約の問題等、外交課題が山積している中での安直な核武装論を戒めるものであるとしている。
核武装論や日中戦争、太平洋戦争についての見解を巡って、田母神俊雄とは『朝まで生テレビ!』や『たかじんのそこまで言って委員会』等でしばしば衝突している。田母神は著書『国防論』において村田を名指しで批判している。

### 安保法制への見解
第3次安倍内閣が成立をめざしていた平和安全法制について、2015年7月13日の衆議院の特別委員会が開いた中央公聴会に与党推薦の委員として出席し、「憲法の精神を守るのは言うまでもないことだが、これは安全保障の問題でもある。安保の学会では多くの専門家が肯定的回答をするのではないか」等、法制への理解を示した。これに対して、安保法制に否定的な同志社大学教員有志51人が村田への批判声明を発表した。

## 人物
- 趣味は映画鑑賞で、映画にテーマを絞ったブログ「Koji Murataの映画メモ」を公開している[12]。また、映画産業とアメリカ政治の関係性に関する著作も複数存在する。

## 主な門下生
- 山口航（帝京大学法学部専任講師）
- 中谷直司（帝京大学文学部准教授）

## 受賞歴
- 1996年 - 論文「変容する日米安保政策コミュニティー」で第2回読売論壇新人賞優秀賞
- 1999年 - 『大統領の挫折』でサントリー学芸賞、第4回アメリカ学会・清水博賞
- 2000年 - 「『国際国家』の使命と苦悩--1980年代の日本外交」『戦後日本外交史』で吉田茂賞

## 作品・出演など

### 単著
- 『大統領の挫折――カーター政権の在韓米軍撤退政策』（有斐閣、1998年）
- 『米国初代国防長官フォレスタル――冷戦の闘士はなぜ自殺したのか』（中央公論新社〈中公新書〉、1999年）
- 『アメリカ外交――苦悩と希望』（講談社〈講談社現代新書〉、2005年）
- 『プレイバック1980年代』（文藝春秋〈文春新書〉、2006年）
- 『現代アメリカ外交の変容――レーガン、ブッシュからオバマへ』（有斐閣、2009年）
- 『レーガン――いかにして「アメリカの偶像」となったか』（中公新書、2011年）
- 『銀幕の大統領ロナルド・レーガン――現代大統領制と映画』（有斐閣、2018年）
- 『大統領とハリウッド――アメリカ政治と映画の百年』（中公新書、2019年）
- 『トランプ vs バイデン――「冷たい内戦」と「危機の20年」の狭間』（PHP新書、2021年）
- 『映画はいつも「眺めのいい部屋」――政治学者のシネマ・エッセイ』（ミネルヴァ書房〈叢書・知を究める〉、2022年）
- 『大統領たちの五〇年史 : フォードからバイデンまで』（新潮社〈新潮選書〉、2024年）

### 共著
- （渡辺靖）『オバマ大統領――ブラック・ケネディになれるのか』（文藝春秋〈文春新書〉、2009年）
- （君塚直隆・石川卓・栗栖薫子・秋山信将）『国際政治学をつかむ』(有斐閣、2009年) / （第3版）2023年。ISBN　978-4-641-17731-4

### 編・共編著
- （森孝一）『アメリカのグローバル戦略とイスラーム世界』（明石書店、2009年）
- 『外交と戦略』（彩流社、2023年）- 師・麻田貞雄の追悼論文集

### 訳書
- ゴードン・A・クレイグ、アレキサンダー・ジョージ『軍事力と現代外交――歴史と理論で学ぶ平和の条件』（有斐閣、1997年）
- ジョセフ・ナイ『国際紛争――理論と歴史』（有斐閣 2002年 / 原書第4版 2003年 / 原書第5版 2005年 / 原書第6版 2007年 / 原書第7版 2009年）
- ジェームズ・マン『ウルカヌスの群像――ブッシュ政権とイラク戦争』（共同通信社、2004年）
- ヘンリー・ナウ『アメリカの対外関与――アイデンティティとパワー』（有斐閣、2005年）
- マーク・トラクテンバーグ『国際関係史の技法：歴史研究の組み立て方』中谷直司・山口航共訳、ミネルヴァ書房、2022年。ISBN　978-4-623-09372-4

### 論文
- 「ロナルド・レーガン研究――政治的魅力の源泉を問う」『同志社法學』第63巻1号、2011年6月、419-441頁
- 「オバマ政権と日米関係――『変化』と『継続』」『国際安全保障』第37巻1号、2009年6月、65-82頁
- 「リアリズム」日本国際政治学会編『日本の国際政治学1 学としての『国際政治』』（有斐閣、2009年）、41-60頁
- 「共和党リアリストの退潮と復権」久保文明編『アメリカ外交の潮流』（日本国際問題研究所、2007年）、129-151頁
- 「レーガン政権の安全保障政策――対ソ姿勢と政策プロセス」『同志社法學』第58巻4号、2006年9月、1307-32頁
- 「防衛政策の展開――『ガイドライン』の策定を中心に」『年報政治学』1997年号、79-95頁
- 「カーター政権の在韓米地上軍撤退政策――対韓防衛コミットメントのディレンマ」『国際政治』第107号、1994年、115-130頁

### 出演
- スーパーモーニング（テレビ朝日） - 金曜日レギュラーコメンテーター（2007年4月 - 2009年3月）[13]
- たかじんのそこまで言って委員会 → そこまで言って委員会NP（読売テレビ）
- 朝まで生テレビ!（テレビ朝日）
- ビートたけしのTVタックル（テレビ朝日）

### CD
- 『アメリカは再生するのか?――オバマ政権の成否』（アートデイズ、2009年）